# Filippo Lopez y Royo
Filippo Lopez y Royo (Monteroni di Lecce, 26 mei 1728 – Napels, 1 mei 1811) was een theatijns priester en prelaat in de koninkrijken Napels en Sicilië. Hij was eerst bisschop van Nola (1768-1793) en vervolgens aartsbisschop van Palermo en Monreale gecombineerd, alsook primaat van Sicilië (1793-1801).
Hij bestuurde Sicilië in naam van koning Ferdinand III van Bourbon als president (1794-1795) en als onderkoning (1795-1798). Zijn beleid was gericht tegen elke aanhang voor de Franse Revolutie, tegen de vrijmetselarij en tegen wat hij noemde laxisme in de Roomse Kerk.

## Levensloop
Lopez groeide op in een adellijke familie in Lecce die in Apulië grootgrondbezitter was. Het betrof een familiefortuin afkomstig van Spaanse inwijkelingen in Lecce die zich vanaf 1692 hertogen van Taurisano mochten noemen. Zijn ouders waren hertog Antonio Lopez y Royo en Maria Teresa Caffarilli van de hertogelijke familie van Turone. Hij was hun zesde kind. Zijn ouders beslisten vroeg dat hij voor een carrière moest gaan bij de Roomse geestelijkheid. Hij trad binnen bij de priesterorde der theatijnen in Lecce en studeerde af in hun klooster in Napels. Lopez werd tot priester gewijd in 1752.
Lopez werd aangesteld als docent in verschillende priesterseminaries van de theatijnen.
In 1768 volgde een bevordering tot bisschop van Nola nabij Napels door paus Clemens XIII. Lopez steunde Clemens XIII in diens strijd tegen de Verlichting.
Koning Ferdinand III van Sicilië, ook genoemd Ferdinand IV van Napels, wenste een einde te maken aan de opruiende taal bij de Siciliaanse edelen. Sommigen van hen dweepten met de Franse Revolutie en, concreet, de bijhorende confiscatie van grootgrondbezit. Ferdinand III wijzigde zijn politieke koers door te stoppen met de Verlichtingsidealen te promoten. Ferdinand III besliste Lopez te benoemen tot aartsbisschop van Palermo en primaat van het koninkrijk Sicilië (1793); de aartsbisschoppelijke tronen van Palermo en Monreale waren destijds verenigd. Paus Pius VI ging akkoord. Lopez herstelde de kerkelijke tucht door een commissie samen te stellen die hij voorzat. 
Doch ook politiek gesproken wijzigde het klimaat in Sicilië. Door de komst van Lopez ontstond er een tweespalt bij de lokale adel: sommigen steunden de revolutionairen in Frankrijk terwijl anderen dit alles veroordeelden. Lopez steunde actief de laatste fractie. Een jaar later, in 1794, benoemde koning Ferdinand III Lopez tot president en tot zijn luitenant op Sicilië, omdat de onderkoning langdurig afwezig was. Onderkoning Francesco d’Aquino, prins van Caramanico en bekende vrijmetselaar, weigerde de revolutionaire kringen te onderdrukken. Met aartsbisschop-president Lopez aan de macht werd de nieuwe politieke koers van het Huis Bourbon uitgevoerd. In 1795 stierf de onderkoning in onduidelijke omstandigheden. Koning Ferdinand III benoemde Lopez tot onderkoning van Sicilië, alsook tot kapitein-generaal van de Siciliaanse troepen. Lopez werd onmiddellijk geconfronteerd met een samenzwering van hervormers, republikeinen en revolutionairen. De samenzwering stond onder leiding van de rechtsgeleerde Di Blasi. Lopez liet hem en medestanders folteren en terechtstellen (1795). Lopez voerde een repressief beleid, dat op de eerste plaats bedoeld was elke sympathie voor Frankrijk te verstikken (1795-1798). Hij vervolgde ook vrijmetselaars.
In 1798 verliet Lopez Sicilië wanneer de nieuwe onderkoning zijn ambt betrok, namelijk Tommaso Firrao, prins van Luzzi. Lopez bleef weliswaar aartsbisschop van Palermo en Monreale. Van de Napoleontisch gezinde prelaten in Rome kreeg Lopez ontslag in 1801; de aartsbisdommen werden gesplitst. Koning Ferdinand III was ondertussen in ballingschap in Sicilië omdat Napels de republiek had uitgeroepen. Deze is bekend als de Parthenopeïsche Republiek (1799). Lopez ontving van koning Ferdinand III de eretitels ridder van de Orde van Sint-Januarius en van de Kruisen van de Constantijnse en Jeruzalemse Orde.
In de laatste jaren van zijn leven reisde Lopez tussen Napels en de familielanderijen in Lecce. 